# 1. Bundesliga 2005-2006 (femminile, Germania)
La 1. Bundesliga 2005-2006 si è svolta dal 15 ottobre 2005 al 7 maggio 2006: al torneo hanno partecipato 11 squadre di club tedesche e la vittoria finale è andata per la sesta volta allo Schweriner Sportclub.

## Regolamento
Il campionato si è svolto in una prima fase dove le undici squadre partecipanti si sono sfidate in un girone all'italiana con gare di andate e ritorno: al termine della regular season le prime sei classificate hanno acceduto ai play-off scudetto, dove la prima classificata del girone si è laureata Campione di Germania, mentre le ultime cinque classificate hanno acceduto ai play-out, dove l'ultima classificata del girone è retrocessa in 2. Bundesliga; in entrambi i casi, le squadre hanno conservato i risultati della prima fase.

## Squadre partecipanti
| - Fischbek - Köpenicker - USC Braunschweig - Dresdner - Grimma - Bayer Leverkusen | - Münster - Schweriner - Suhl - Vilsbiburg - Wiesbaden |

## Campionato

### Regular season

#### Classifica
| Pos. | Squadra          | Pt    | G  | V  | P  | SV | SP | Ratio | PF   | PS   | Ratio |
| ---- | ---------------- | ----- | -- | -- | -- | -- | -- | ----- | ---- | ---- | ----- |
| 1.   | Schweriner       | 36:4  | 20 | 18 | 2  | 56 | 13 | 4.307 | 1695 | 1367 | 1.239 |
| 2.   | Vilsbiburg       | 30:10 | 20 | 15 | 5  | 51 | 24 | 2.125 | 1718 | 1549 | 1.109 |
| 3.   | Dresdner         | 28:12 | 20 | 14 | 6  | 49 | 22 | 2.227 | 1680 | 1477 | 1.137 |
| 4.   | Münster          | 28:12 | 20 | 14 | 6  | 44 | 28 | 1.571 | 1651 | 1586 | 1.040 |
| 5.   | Suhl             | 22:18 | 20 | 11 | 9  | 41 | 39 | 1.051 | 1767 | 1705 | 1.036 |
| 6.   | Fischbek         | 22:18 | 20 | 11 | 9  | 41 | 40 | 1.025 | 1768 | 1773 | 0.997 |
| 7.   | Wiesbaden        | 16:24 | 20 | 8  | 12 | 39 | 43 | 0.906 | 1757 | 1814 | 0.968 |
| 8.   | Bayer Leverkusen | 16:24 | 20 | 8  | 12 | 33 | 40 | 0.825 | 1589 | 1621 | 0.980 |
| 9.   | USC Braunschweig | 16:24 | 20 | 8  | 12 | 30 | 45 | 0.666 | 1592 | 1656 | 0.961 |
| 10.  | Köpenicker       | 4:36  | 20 | 2  | 18 | 13 | 55 | 0.236 | 1324 | 1603 | 0.825 |
| 11.  | Grimma           | 2:38  | 20 | 1  | 19 | 11 | 59 | 0.186 | 1274 | 1664 | 0.765 |

| Ammesse ai play-off promozione | Ammesse ai play-out |

### Play-off

#### Classifica
| Pos. | Squadra    | Pt    | G  | V  | P  | SV | SP | Ratio | PF   | PS   | Ratio |
| ---- | ---------- | ----- | -- | -- | -- | -- | -- | ----- | ---- | ---- | ----- |
| 1.   | Schweriner | 48:12 | 30 | 24 | 6  | 80 | 29 | 2.758 | 2582 | 2186 | 1.181 |
| 2.   | Vilsbiburg | 44:16 | 30 | 22 | 8  | 75 | 41 | 1.829 | 2635 | 2424 | 1.087 |
| 3.   | Dresdner   | 42:18 | 30 | 21 | 9  | 75 | 35 | 2.142 | 2583 | 2321 | 1.112 |
| 4.   | Münster    | 38:22 | 30 | 19 | 11 | 62 | 52 | 1.192 | 2547 | 2504 | 1.017 |
| 5.   | Suhl       | 30:30 | 30 | 15 | 15 | 57 | 61 | 0.934 | 2577 | 2575 | 1.000 |
| 6.   | Fischbek   | 24:36 | 30 | 12 | 18 | 53 | 68 | 0.779 | 2580 | 2672 | 0.964 |

| Campione di Germania |

### Play-out

#### Classifica
| Pos. | Squadra          | Pt    | G  | V  | P  | SV | SP | Ratio | PF   | PS   | Ratio |
| ---- | ---------------- | ----- | -- | -- | -- | -- | -- | ----- | ---- | ---- | ----- |
| 7.   | Wiesbaden        | 30:26 | 28 | 15 | 13 | 62 | 49 | 1.265 | 2446 | 2386 | 1.025 |
| 8.   | USC Braunschweig | 28:28 | 28 | 14 | 14 | 51 | 54 | 0.944 | 2285 | 2262 | 1.010 |
| 9.   | Bayer Leverkusen | 26:30 | 28 | 13 | 15 | 51 | 54 | 0.944 | 2303 | 2307 | 0.998 |
| 10.  | Köpenicker       | 6:50  | 28 | 3  | 25 | 20 | 77 | 0.259 | 1925 | 2303 | 0.835 |
| 11.  | Grimma           | 4:52  | 28 | 2  | 26 | 16 | 82 | 0.195 | 1819 | 2342 | 0.776 |

| Retrocessa in 2. Bundesliga |

## Verdetti
- Schweriner Campione di Germania 2005-06 e qualificata alla Top Teams Cup 2006-07.
- Vilsbiburg qualificata alla Top Teams Cup 2006-07.
- Grimma retrocessa in 2. Bundesliga 2006-07.